# الزواج في إيران
السن القانوني للزواج في إيران هو 9-13 سنة للفتيات و15 سنة للفتيان، ما لم يكن هناك أمر من المحكمة للأطفال الذين تبلغ أعمارهم 9 سنوات أو أقل بموافقة الوالدين أو الوصي. ومع ذلك، في الممارسة العملية، تنطوي العديد من الزيجات على بالغين وقاصرين. يُسمح بتعدد الزوجات للرجال، بشروط معينة - مثل التسجيل القانوني - بينما لا يمكن للنساء، من ناحية أخرى، الزواج إلا من رجل واحد في كل مرة. الطلاق قانوني ويمكن لأي من الطرفين البدء فيه. معدل الطلاق في إيران مرتفع نسبيًا حيث تصل المعدلات إلى طلاق واحد في كل ثلاث زيجات بحلول عام 2023. يتم تشجيع الزواج في إيران، وهناك ضغوط اجتماعية للزواج. تقدم الحكومة حوافز مالية للزواج والولادة مثل القروض والأراضي وخدمات التوفيق بالإضافة إلى الضرائب على الأفراد غير المتزوجين.
كان زواج الأقارب شائعا تاريخيا.
الزواج من الأجانب قانوني ولكن يجب تسجيله، الرجل الأجنبي المتزوج من امرأة إيرانية "لن يعتبر مواطنًا قانونيًا إيرانيًا".
اعتبارا من عام 2024، أصبح متوسط سن الزواج 29.5 عامًا للرجال و25 عامًا للنساء. وبحلول عام 2025، ارتفع متوسط السن إلى 30 عامًا مع انخفاض معدل المواليد. ووفقًا للتقرير المكون من 82 صفحة، الصادر عن فرع البحوث البرلمانية الإيرانية، والذي جُمِع من مقابلات مع 142000 طالب، وجد أن 80% من الإناث أقررن بممارسة الجنس قبل الزواج.
اعتبارا من عام 2024، كان هناك قرض زواج يبلغ حوالي 300 مليون تومان (2000 دولار أمريكي) للأولاد والبنات الذين تقل أعمارهم عن 25 و23 عاما.

## خلفية
لقد اكتسبت الزيجات المؤقتة شعبية كبيرة من قبل الحكومة الإيرانية. لا توافق الحكومة الإيرانية على المواعدة غير الرسمية أو ممارسة الجنس قبل الزواج. وعلى الرغم من برامج الحكومة وسياساتها، كانت معدلات الزواج منخفضة تاريخيًا. 20٪ من جميع النساء المولودات في إيران في السبعينيات والثمانينيات من القرن الماضي لسن في علاقة ملتزمة. في عام 2024، بدأت الحكومة الإيرانية في دفع حوافز تأمينية لتجميد البويضات للإناث.
يجب أن تُعطى هدايا الزفاف أو المهر للعروس كما تطلب من العريس، وعادةً ما يتم دفعها من خلال العملة الذهبية وكانت معفاة من الضرائب اعتبارًا من عام 2024.

## عملية
نتائج الاختبارات الجينية القانونية المجانية مطلوبة في وثائق عقد الزواج.
هناك استشارات ما قبل الزواج إلزامية من الدولة للأزواج الذين يجب على الراغبين بالزواج المشاركة فيها.
لا يُشترط إجراء فحص غشاء البكارة لدى الأنثى، ولكن يتم اعتماده من قبل منظمة الطب القانوني الحكومية.

## الزواج الأبيض
وفقا للقانون الإيراني فإن الزواج الأبيض أو الزواج غير المكتمل غير قانوني ومحظور بشكل تام.

## الطلاق
يمكن للزوج أن يطلق زوجته متى شاء وفقًا للمادة 1133 مع بعض الاستثناءات من خلال النطق باللغة العربية: "زوجتي طالِقٌ". ولإبطال عقد الزواج يجب أن يتم ذلك أمام رجلين.

## زواج المتعة
زواج المتعة أو الزواج المؤقت موجود في إيران، ويلجئ إليه بعض الشباب بسبب المشاكل الاقتصادية التي تمنعهم من الزواج.